# 拉斐尔·阿瓦洛斯
拉斐尔·阿瓦洛斯（西班牙語：Rafael Ávalos，1925年11月22日—1993年4月15日），墨西哥男子足球运动员，司职中场。他曾代表墨西哥国家队参加1954年国际足联世界杯，结果队伍止步小组赛阶段。